# Heliophanus tristis
Heliophanus tristis este o specie de păianjeni din genul Heliophanus, familia Salticidae, descrisă de Wesolowska în anul 2003. Conform Catalogue of Life specia Heliophanus tristis nu are subspecii cunoscute.